# Fairey Aviation Company
La Fairey Aviation Company Limited est une entreprise de manufacture d'avion britannique de la première moitié du XXe siècle, basée à Manchester et à Londres. Connue pour sa conception d'un grand nombre d'avions importants, comme la famille des Fairey III, le Swordfish, et le Firefly entre autres, elle participa beaucoup à l'effort de guerre aéronaval de la Royal Air Force.
Après la Seconde Guerre mondiale, l'entreprise diversifia ses activités en se consacrant à la mécanique et à la construction de bateaux. La manufacture d'avion fut reprise par Westland Aircraft en 1960. Après une série de fusions et de reprises, les principaux successeurs de l'entreprise sont WFEL (en) Ltd (précédemment Williams Fairey Engineering Limited), qui fait des ponts mobiles, Spectris (en), et Babcock Marine (en) Ltd.

## Histoire

### Fondation
Fondée en 1915 par Charles Richard Fairey (en) (plus tard Sir Richard Fairey) après son départ de Short Brothers, la compagnie commence par des constructions sous licence, ou en tant que sous-traitant d'autre manufacturiers d'avions. Le premier avion dessiné et construit par Fairey Aviation pour une utilisation spécifique sur porte-avion sera le Fairey Campania, un hydravion patrouilleur qui vole pour la première fois en février 1917. Dans le troisième rapport de la Royal Commission on Awards to Inventors, retranscrit dans Flight magazine le 15 janvier 1925, l'aviation est mise en évidence, et C.R. Fairey et la Fairey Aviation Company reçoivent un prix de 4 000 livres pour leur travail sur l'hydravion Hamble Baby.
Fairey concevra ainsi de nombreux modèles d'avions, et, après la Seconde Guerre mondiale, des missiles.
La Division Hélices (Fairey-Reed Airscrews) est située à l'usine de Hayes, et utilise des modèles basés sur les brevets de M. Sylvanus Albert Reed. C.R. Fairey rencontre les produits de Reed pour la première fois dans le milieu des années 1920 en faisant des recherches sur le potentiel du moteur Curtiss D-12. En effet, la compagnie Curtiss construit aussi des hélices conçues par Reed. Un autre exemple de l'utilisation des talents des concepteurs indépendants est l'utilisation d'un dispositif hypersustentateur conçu par Robert Talbot Youngman (les Fairey-Yougman flaps) qui donnent à de nombreux appareils Fairey une incroyable manœuvrabilité[réf. nécessaire].
La production d'avions est initialement basée à Hayes dans le Middlesex, puis pendant quelques années à Hamble dans le Hampshire. L'avion le plus connu qui y est construit est le Swordfish. Le prototype d'avion à décollage vertical Fairey Rotodyne y est construit, puis assemblé à l'aérodrome de White Waltham en 1957. Après la fusion, des hélicoptères tels le Westland Wasp est construit à Hayes dans les années 1960.

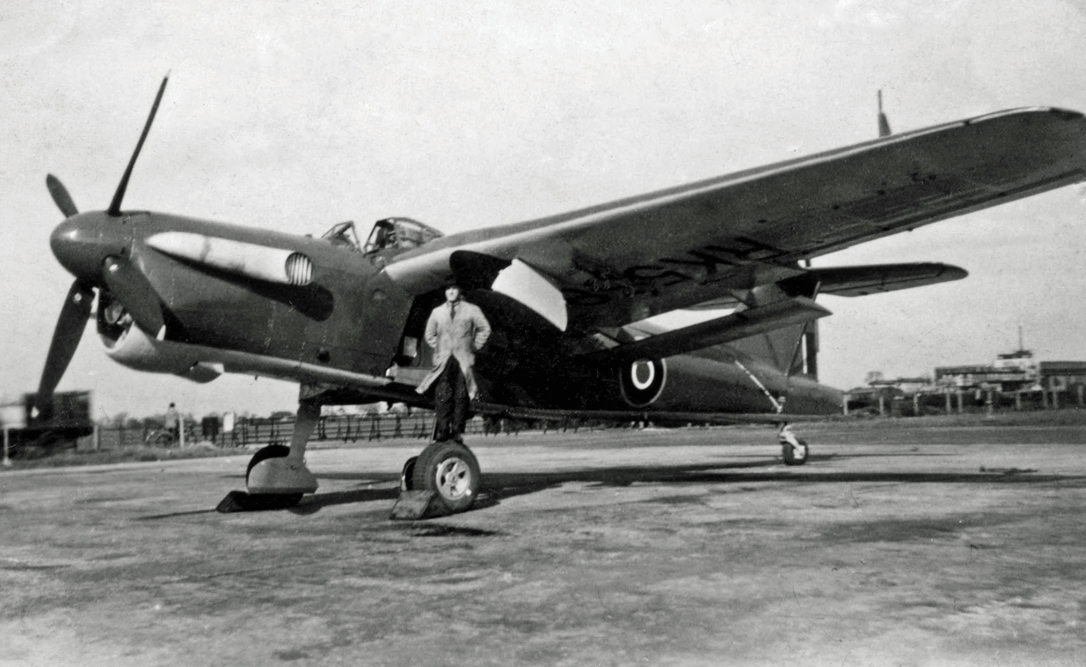
Fairey Barracuda en 1946

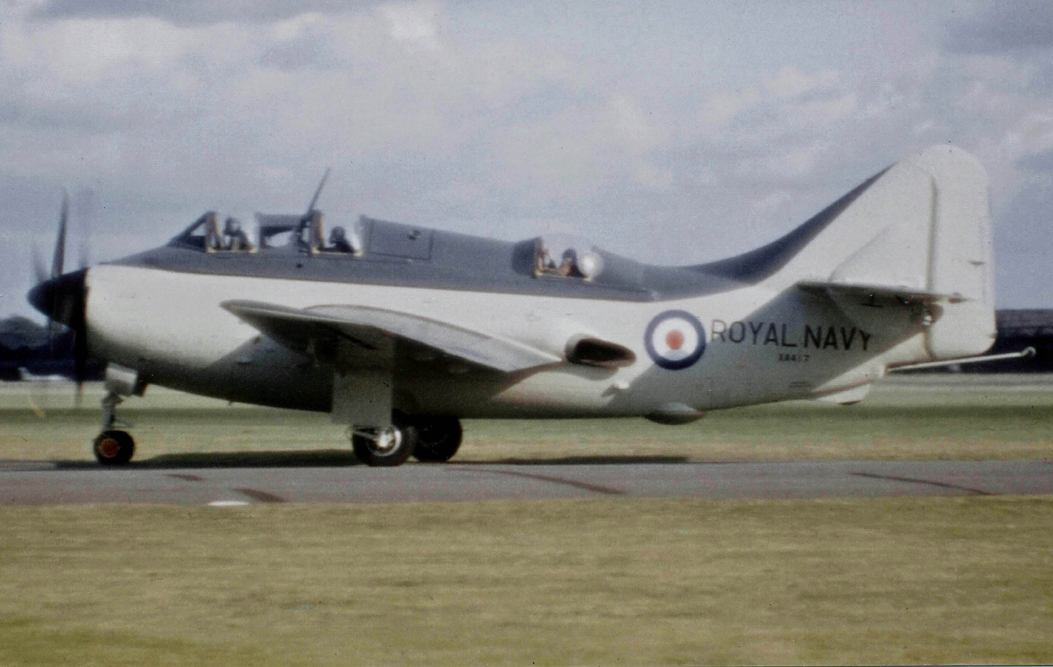
Fairey Gannet AS.4 de 1956

La réception de nombreux contrats militaires dans les années 1930 implique l'acquisition d'une usine plus grande entre Heaton Chapel et Stockport, utilisée comme la manufacture nationale d'avions N° 2 (en) pendant la Première Guerre mondiale. Des structures de test sont construites à l'aérodrome Barton (en) de Manchester en 1936. La production de masse des bombardiers légers Battle commence à Stockport/Ringway vers 1937, suivis par un grand nombre de chasseurs Fulmar et de bombardiers en piqué Barracuda pendant la Seconde Guerre mondiale. Fairey construit aussi 298 avions Bristol Beaufighter et plus de 660 bombardiers Handley Page Halifax dans ses installations du Nord. Après la guerre, les Firefly et Gannet sont construits conjointement aux chasseurs à réaction Vampire et Venom de de Havilland, ceux-ci en sous-contrat. La production et la modification d'avions à Stockport et à Ringway s'arrête en 1960.
Le 13 mars 1959, Flight magazine (en) annonce que Fairey Aviation Ltd est en passe d'être réorganisée après une proposition de restructuration et de concentration de la manufacture d'avions au Royaume-Uni en une seule filiale appelée la Fairey Aviation Co. Ltd. Le conseil d'administration pense que le changement, effectif au 1er avril 1959, permettra au Fairey Rotodyne et à d'autres avions d'être pris en main par une unique équipe. Il est proposé de changer le nom de l'entreprise en Fairey Co. Ltd., et de concentrer les activités générales d'ingénierie dans le Stockport Aviation Co. Ltd., qui deviendrait Fairey Engineering Ltd. Avec ces changements la Fairey Co. deviendrait une holding, avec un contrôle de la politique et des finances à travers le groupe.
À la fin des années 1950, le gouvernement est déterminé à voir l'industrie aéronautique britannique « rationalisée ». Le ministère de la Défense prédit un meilleur futur aux hélicoptères s'ils sont construits par un même constructeur. L'intérêt de la fusion de Fairey Aviation et de Westland Aircraft apparaît au début des années 1960 peu après l'acquisition par Westland du groupe Saunders-Roe et de la division hélicoptères de la Bristol Aeroplane Company. Westland Aircraft et la Fairey Company annoncent qu'elles ont trouvé un accord pour la vente de Fairey à Westland de leur part dans le capital de Fairey Aviation, qui comprend la totalité des intérêts britanniques de Fairey. Fairey reçoit alors 2 millions d'actions de Westland à 5 shillings chacune, et un payement en liquide d'approximativement 1,4 m de £. En échange, Westland achète la totalité des manufactures d'avion de Fairey (incluant le Gannet AEW.3) et les 10 % d'investissement de Fairey dans la Aircraft Manufacturing Company (Aircraft Manufacturing) ainsi que la main-d'œuvre employée sur la confection des ailes du Airco D.H. 121. (qui deviendra plus tard le HS 121 Trident). La vente n'inclut pas la Fairey Air Surveys ou leurs usines à Heston, qui seront rattachées à la division armement, en cours de contrat pour de la recherche sur un système avancé de missile antichar. Le reste de Fairey vaut alors approximativement 9,5 millions de livres.

### L'effondrement du groupe Fairey
En 1977, le groupe Fairey est placé sous administration judiciaire et est nationalisé par le gouvernement. Fairey entre en liquidation lors de l'introduction d'une ligne de production du Britten-Norman Islander dans une de ses filiales, Avions Fairey (en). Celle-ci surproduit l'avion, et doit faire face à une vague de licenciements en Belgique, dont les indemnités s'élèvent à 16 millions de livres. Les compagnies impliquées sont :
- Fairey Hydraulics Ltd, Heston : contrôle hydraulique de puissance et filtres pour avions (vendue en 1999 lors d'un MBO, son nom est changé en Claverham Ltd, rachetée en 2001 Hamilton Standard) ;
- Fairey Engineering Ltd, Stockport : ingénierie nucléaire ;
- Fairey Nuclear Ltd, Heston : composants nucléaires et ingénierie légère; voir aussi Centrale nucléaire de Dungeness ;
- Fairey Industrial Products Ltd, Heston : entreprise de management ;
- Fairey Filtration Ltd, Heston : filtres industriels ;
- Fairey Winches Ltd, Tavistock : overdrives, treuils et moyeux de véhicules ;
- Jerguson Tress Gauge and Valve Co Ltd, Newcastle : indicateurs de niveau de liquide ;
- The Tress Engineering Co Ltd, Newcastle : soupapes pétrochimiques ;
- Fairey Marine Holdings Ltd, Hamble : entreprise de management ;
- Fairey Marine (East Cowes) Ltd, East Cowes : fabrique de bateaux ;
- Fairey Exhibitions Ltd, Hamble : contractants de stands de foire ;
- Fairey Marine Ltd, Hamble : fabrique et réparation de bateaux ;
- Fairey Yacht Harbours Ltd, Hamble : manutention, mouillage et stockage de bateaux ;
- Fairey Surveys Ltd, Maidenhead : sondages et cartographie aérienne et géophysique ;
- Fairey Surveys (Scotland) Ltd, Livingston : sondages et cartographie aérienne et géophysique ;
- Fairey Developments Ltd, Heston : entreprise de management.

La Fairey Britten-Norman Aircraft Company est alors rachetée par Pilatus, alors une filiale du groupe Oerlikon en Suisse.
L'action de sauvetage est menée par le gouvernement au titre de la section 8 de l'Industry Act de 1972, acquérant de l'official receiver de la Fairey Company Ltd la totalité du capital pour la somme de 201 163 000 livres. Les entreprises sont alors managées par le National Enterprise Board (en) (NEB). En 1980 le groupe Fairey est racheté à la NEB par Doulton & Company Ltd (de S Pearson & Son). À ce moment-là, les intérêts de Pearson dans la manufacture se trouvaient dans le commerce de porcelaine Doulton. Ses intérêts dans l'ingénierie sont renforcés en 1980 par l'acquisition du commerce de Fairey dans la haute technologie, et leur fusion avec ses autres firmes du secteur en 1982. Cependant, cette partie de l'entreprise est revendue en 1986, Pearson souhaitant se concentrer sur d'autres activités. Elle est acquise par Williams Holdings qui la nomme Williams Fairey Engineering Ltd.
D'autres parties du groupe Fairey - Doulton sont concernées par le MBO de Pearson, apparaissant sur le London Stock Exchange en 1988. Durant les années 1990, la société se concentre sur l'expansion de son commerce dans l'électronique, acquérant un certain nombre d'entreprises intervenant dans le domaine de l'isolation électrique et des actionneurs hydrauliques. En 1997, la société rachète Burnfield, dont la plus grosse entreprise est Malvern Instruments. En 1999, elle acquiert Servomex plc. En juillet 2000, l'acquisition des quatre entreprises d'instrumentation et de contrôle de la société Spectris AG pour 171 millions de livres constitue le plus gros investissement jamais fait par la société, et est un ajout stratégique. Le changement du nom du groupe pour Spectris plc (en) en mai 2001 marque la volonté de refonte du groupe.

## Filiales

### Belgique
Le 27 août 1931, Avions Fairey SA est fondée. Les avions Fairey ayant impressionné les autorités belges, une filiale, Avions Fairey (en) est établie à Gosselies (Charleroi) pour produire des avions Fairey en Belgique.
Le personnel de la société quitte la Belgique peu avant l'invasion par les Allemands et y retourne après la guerre pour construire des avions sous licence pour les Forces aériennes belges. À cause des ennuis financiers de Fairey à la fin des années 1970, le gouvernement belge rachète Avions Fairey pour préserver son investissement dans les projets des F-16 belges.

### Canada
Fondée en 1948, la Fairey Aviation Company of Canada Ltd passe d'une entreprise de six hommes à une grande entreprise employant des milliers de personnes. En mars 1949, la compagnie se charge de la réparation et de l'entretien pour la Royal Canadian Navy, du Supermarine Seafire du Fairey Firefly et plus tard du Hawker Sea Fury. Peu après, elle sera chargée de modifications sur le Grumman Avenger.
Peu après la faillite de la compagnie-mère britannique, Fairey Canada est acquise par IMP Group International.

### Australie
La branche australienne de Fairey Aviation est fondée en 1948 sous le nom de Fairey-Clyde Aviation Co Pty. Ltd., en partenariat commercial avec Clyde Engineering (en).
En 1988, cette société est absorbée par la société de défense australienne AWA.

## Avions construits

### Fairey
L'année indiquée est celle du premier vol.
- Fairey Hamble Baby (en) - 1917
- Fairey F.2 (en) - 1917
- Fairey Campania - 1917
- Fairey III - famille de grands biplans, vers 1917
- Fairey Pintail - 1920
- Fairey Flycatcher - chasseur biplan, 1922
- Fairey Fawn - 1923
- Fairey Firefly I (en) - 1925
- Fairey Fremantle (en) - hydravion à long rayon d'action, 1925
- Fairey Fox - bombardier biplan, 1925
- Fairey Long-range Monoplane (en) - 1928
- Fairey Firefly II (en) - 1929
- Fairey Fleetwing (en) - 1929
- Fairey Seal (en) - bombardier torpilleur biplan, hydravion de reconnaissance, 1930
- Fairey Gordon - 1931
- Fairey G.4/31 (en) - usage général, 1934
- Fairey Swordfish - bombardier torpilleur biplan, 1934
- Fairey Fantôme - chasseur monoplace, 1935
- Fairey Hendon - bombardier de nuit monoplan, 1935
- Fairey Battle - bombardier léger, 1936
- Fairey Seafox - hydravion de reconnaissance, 1936
- Fairey P.4/34 (en) - 1937
- Fairey Fulmar - chasseur embarqué, 1940
- Fairey Albacore - bombardier torpilleur biplan embarqué, 1938
- Fairey Barracuda - bombardier torpilleur/en piqué embarqué, 1940
- Fairey Firefly - chasseur embarqué, 1941
- Fairey Spearfish - bombardier en piqué, 1945
- Fairey FB-1 Gyrodyne (en) - gyrodyne (hybride hélicoptère/autogyre), 1947
- Fairey Jet Gyrodyne (en) - gyrodyne 1954
- Fairey Primer (en) - avion d'entraînement, 1948
- Fairey Gannet - avion embarqué ASM, puis SDCA, 1949
- Fairey Delta One (en) - aile delta expérimentale, 1950
- Fairey F.D.2 - aile delta pour les records, 1954
- Fairey Ultra-light Helicopter (en) (1955)
- Fairey Rotodyne - hybride hélicoptère/autogyre, 1957